# Light Up the Dark
Light Up the Dark è il secondo album in studio della cantante britannica Gabrielle Aplin, pubblicato nel 2015.

## Tracce
1. Light Up the Dark – 4:16
2. Skeleton – 3:37
3. Fools Love – 4:05
4. Slip Away – 3:52
5. Sweet Nothing – 2:53
6. Heavy Heart – 3:55
7. Shallow Love – 3:59
8. Anybody Out There – 3:09
9. Hurt – 4:13
10. Together – 2:45
11. What Did You Do? – 4:21
12. A While + Don't Break Your Heart On Me – 8:53

Tracce bonus (Edizione Deluxe)
1. Don't Break Your Heart On Me – 3:00
2. This Side of the Moon – 4:10
3. Coming Home – 3:34
4. Letting You Go – 3:09
5. The House We Never Built – 3:15
6. You Don't Like Dancing – 3:35